# Sidney Paget
Pour les articles homonymes, voir Paget.
Sidney Edward Paget (1860-1908) est un illustrateur de presse et de littérature britannique, en particulier pour le Strand Magazine.
Il est l'illustrateur original de la série des aventures de Sherlock Holmes par Conan Doyle. Il est notamment à l'origine de l'imagerie régulièrement associée à Holmes, en lui faisant porter un deerstalker et un manteau à rotonde ainsi qu'en lui faisant fumer une pipe calebasse, des détails qui ne sont pas mentionnés par l'auteur des enquêtes mais qui ont contribué à fortement iconiser le personnage.

## Biographie
Sidney Paget contribua également au magazine The Sphere.

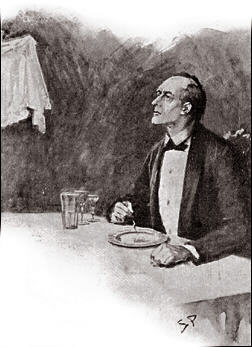
Sherlock Holmes, dans Le Chien des Baskerville.
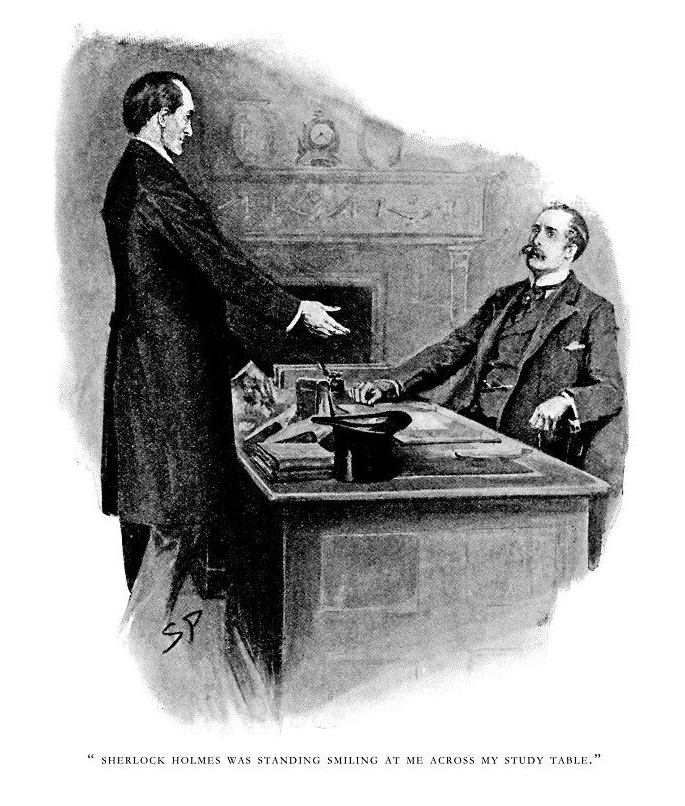
Sherlock Holmes et le docteur Watson, dans La Maison vide.
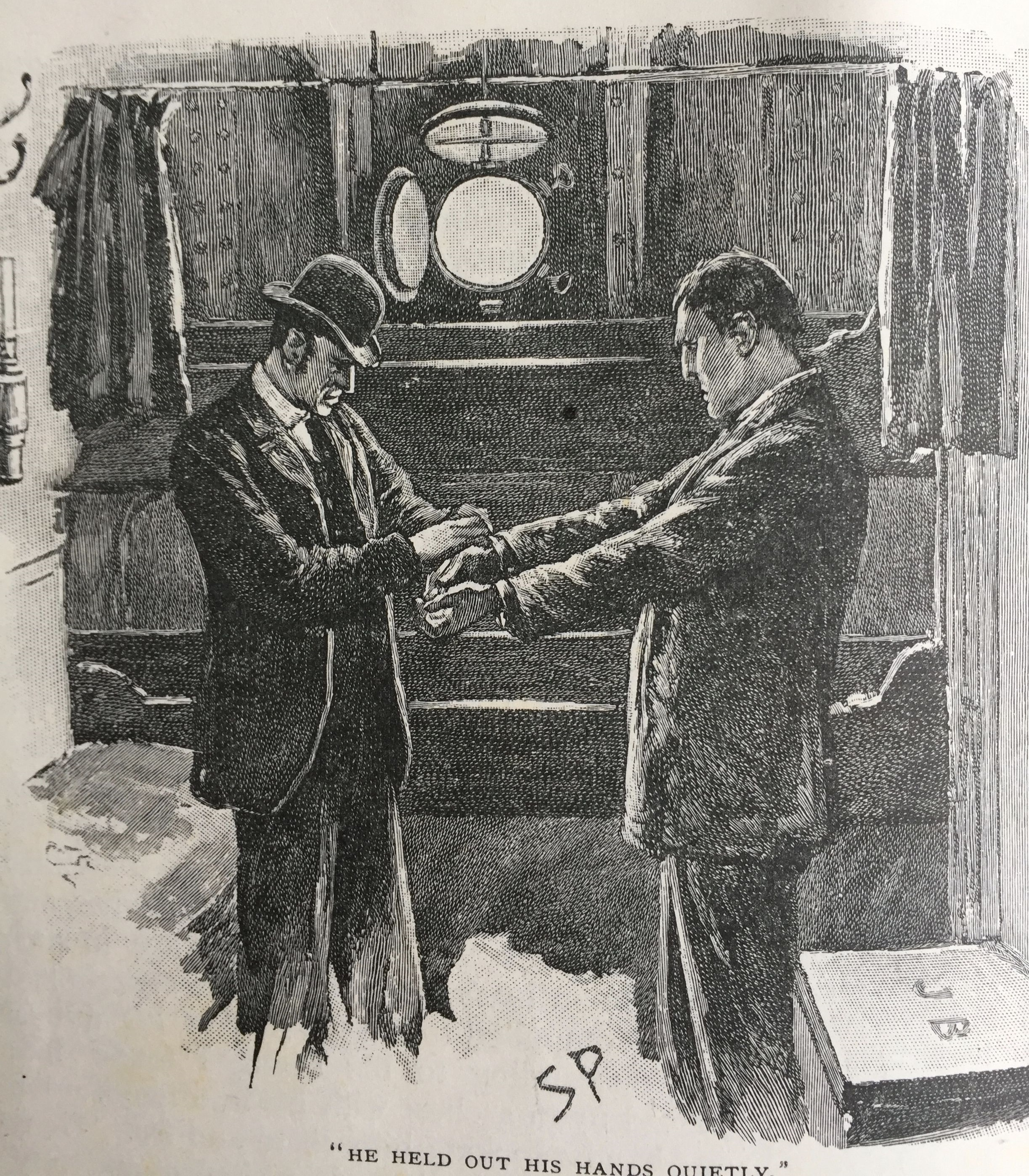
L'inspecteur Lestrade arrêtant un suspect, dans La Boîte en carton.
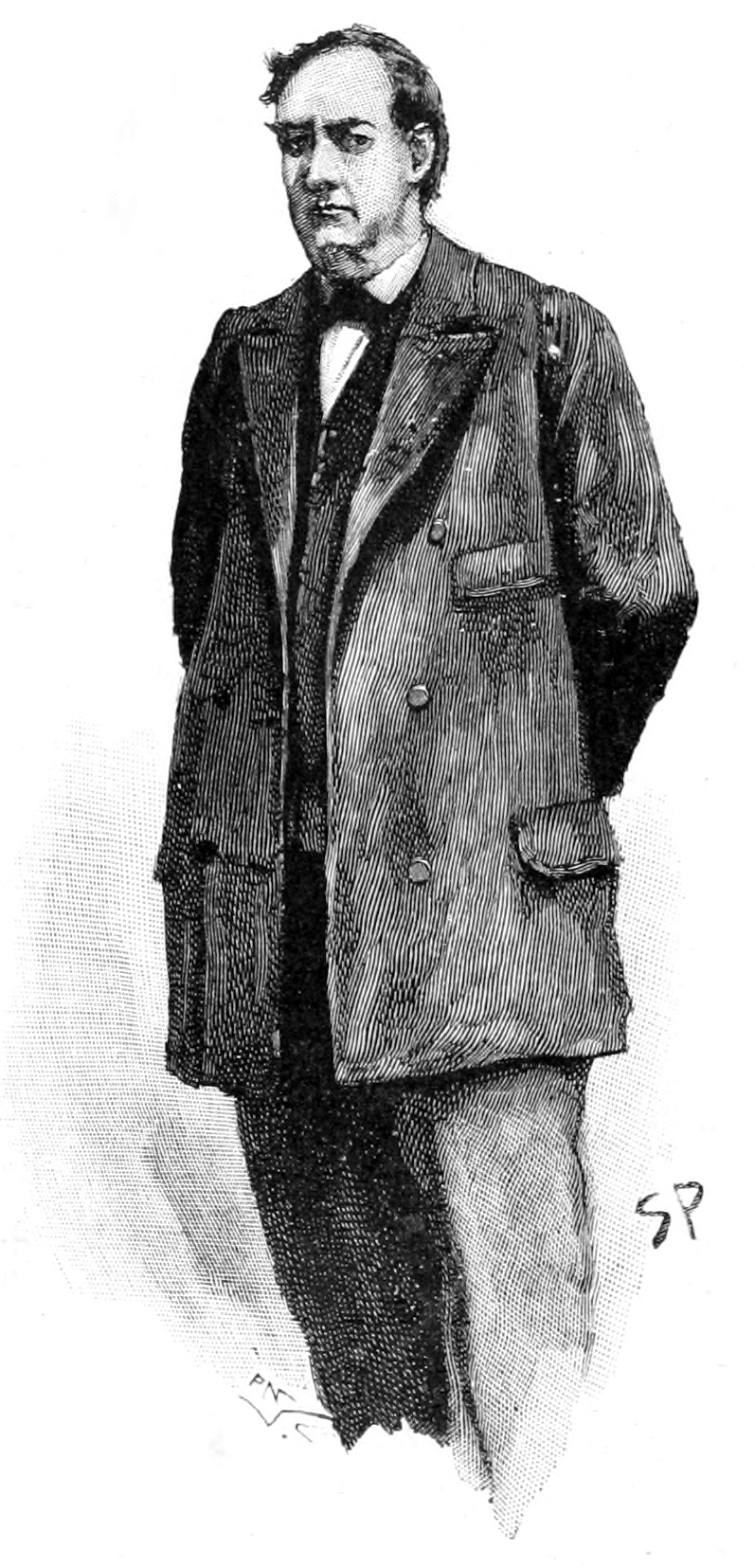
Mycroft Holmes, dans L'Interprète grec.
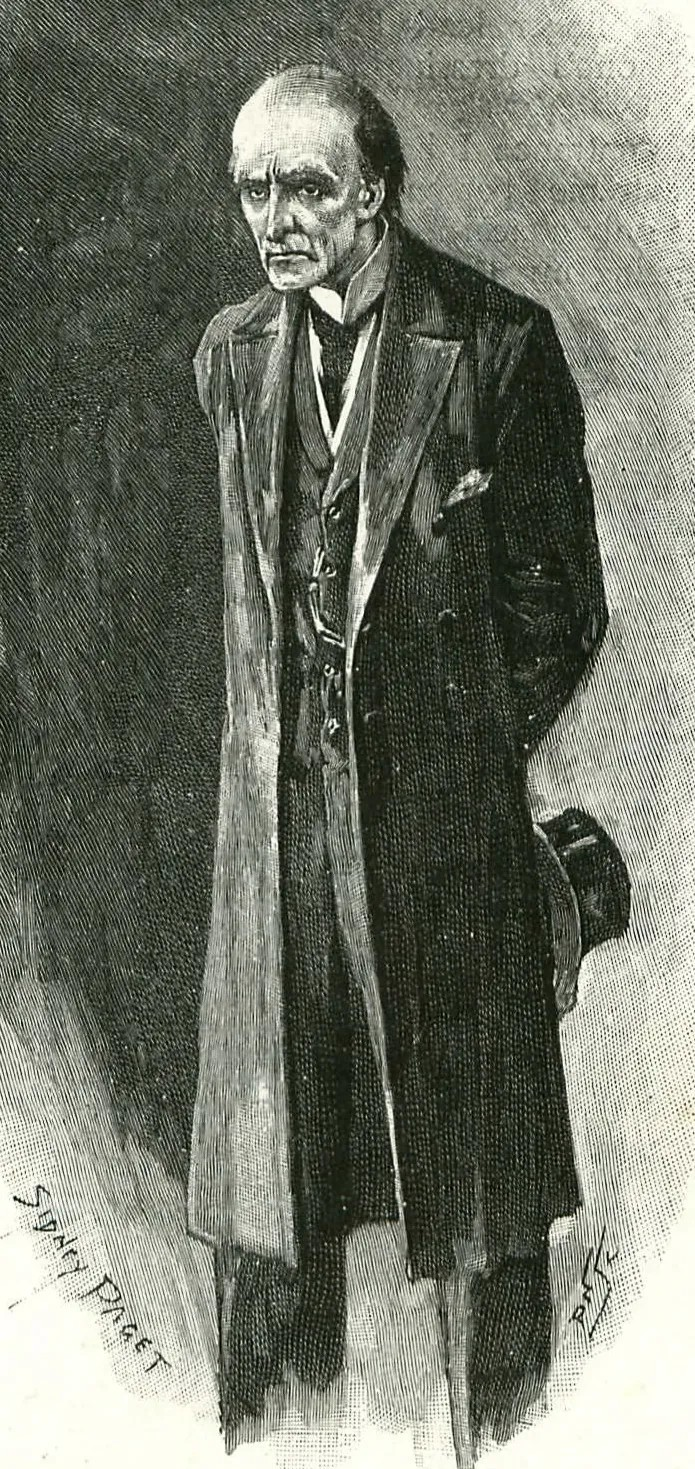
Le professeur Moriarty, dans Le Dernier Problème.
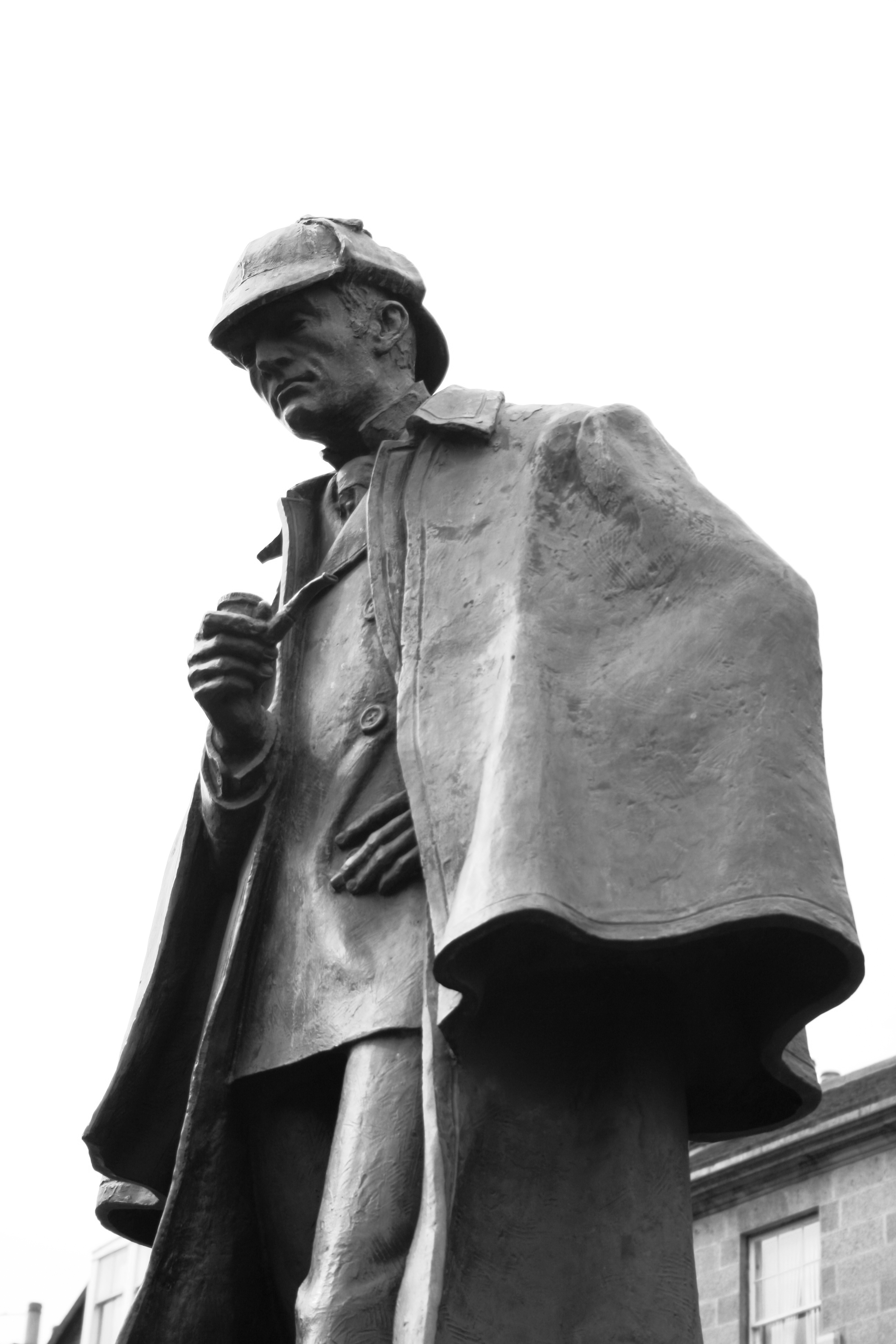
Statue de Sherlock Holmes à Édimbourg tel qu'il fut représenté par Paget.